# Кейдж, Джозеф
Кейдж Джозеф (Иосиф Каждан) ( 21 сентября 1918, Минск — 1996, Монреаль, Канада ) — канадский писатель, педагог, специалист в области социального обеспечения.

## Биография
Родился в семье Арона Каждана и Леи Яхнес. Вместе с родителями в 1924 эмигрировал в Канаду. Семья обосновалась в Монреале. Изучал историю, философию и общественные науки в Университете Монреаля. В 1958 получил докторскую степень в Университете Макгилла. В 1942–1945 возглавлял отдел обеспечения одиноких людей в Институте барона Мориса де Гирша (Монреаль). С 1943 – член Совета Канадской ассоциации социальных работников. В период с 1947 по 1983 работал в Службе помощи еврейским иммигрантам (Jewish Immigrant Aid Services). В 1945—1946 – пом. директора, учитель Еврейской народной школы.

С 1943 года им было опубликовано множество статей по социальным и политическим вопросам и истории евреев в Канаде в еврейских периодических канадских изданиях: «Кенедер Одлер» (Монреаль), «Дер идише журнал» (Торонто), «Дос идише ворт» (Виннипег).

## Произведения
- «With Faith and Thanksgiving: The Story of Two Hundred Years of Jewish Immigration and Immigrant Aid Effort in Canada (1760-1960)»
- «Рассвет канадской истории» (1956)
- «200 Йоркских евр. эмигрантов в Канаде» (1960)
- «Sketches of Canadian Life under the French Regime)» (1962)